# Назаров, Михаил Дмитриевич
Михаил Дмитриевич Назаров (род. 27 августа 1996, Новосибирск) — российский хоккеист, нападающий.

## Биография
Воспитанник новосибирской «Сибири», с сезона 2013/14 игрок команды МХЛ «Сибирские снайперы». 
В сезоне 2016/17 также провёл 12 матчей в ВХЛ за «Ермак». Сезон 2017/18 отыграл в чемпионате Казахстана в составе ХК «Алматы». В конце мая 2018 года перешёл в систему екатеринбургского «Автомобилиста». 
Два сезона выступал за «Горняк» Учалы в ВХЛ, в сезоне 2020/21, после переоформления контракта, также провёл 8 матчей в КХЛ. 18 мая 2021 года был обменян в «Ладу». 
9 мая 2022 года перешёл в «Нефтехимик». 3 мая 2023 года подписал новый двухлетний контракт. 22 сентября 2023 года был обменян в «Сибирь», 31 июля 2024 года соглашение было расторгнуто. 
13 августа 2024 года перешёл в клуб ВХЛ «Югра». Проведя шесть матчей, перешёл в «Дизель», 6 ноября был обменян в «Рубин».